# Женская сборная Бразилии по баскетболу
Женская сборная Бразилии по баскетболу — женская сборная команда Бразилии, представлявшая эту страну на международных баскетбольных соревнованиях вплоть. Управляющим органом сборной выступает Федерация баскетбола Бразилии. Она является трехратным чемпионом Америки по баскетболу, а также чемпионом мира.

## Команда
Женская сборная Бразилии по баскетболу является одним из лидеров американского баскетбола среди женщин после команды США. Она выигрывала золотые, серебряные и бронзовые медали чемпионата Америки, занимала первое, второе и третье места на баскетбольных турнирах Панамериканских игр. Также в своей истории сборная Бразилии становилась чемпионом мира и бронзовым призёром чемпионатов мира по баскетболу. В своей коллекции наград она имеет серебряную и бронзовую медали Олимпийских игр.

## Результаты

### Олимпийские игры
- 1992: 7°
- 1996:  2°
- 2000:  3°
- 2004: 4°
- 2008: 11°
- 2012: 9°
- 2016: 11°

### Чемпионат мира по баскетболу среди женщин
- 1953: 4°
- 1957: 4°
- 1964: 5°
- 1967: 8°
- 1971:  3°
- 1975: 6°
- 1979: 12°
- 1983: 5°
- 1986: 11°
- 1990: 10°
- 1994:  1°
- 1998: 4°
- 2002: 7°
- 2006: 4°
- 2010: 9°
- 2014: 11°

### Чемпионат Америки
- 1989:  2°
- 1993:  2°
- 1997:  1°
- 1999:  2°
- 2001:  1°
- 2003:  1°
- 2005:  2°
- 2007:  3°
- 2009:  1°
- 2011:  1°
- 2013:  3°
- 2015: 4°
- 2017: 4°
- 2019:  3°
- 2021:  3°
- 2023:  1°

### Панамериканские игры
- 1955:  3°
- 1959:  2°
- 1963:  2°
- 1967:  1°
- 1971:  1°
- 1975: 4°
- 1979: 4°
- 1983:  3°
- 1987:  2°
- 1991:  1°
- 1999: 4°
- 2003:  3°
- 2007:  2°
- 2011:  3°
- 2015: 4°
- 2019:  1°